# Джек Іпалібо
Джек Іпалібо (англ. Jack Ipalibo; нар. 6 квітня 1998) — нігерійський футболіст, півзахисник українського клубу «Чорноморець».

## Життєпис
У лютому 2024 року став гравцем одеського «Чорноморця».